# Бароцци
Бароцци (итал. Barozzi) — род венецианских патрициев, во время франкократии (XIII—XV вв.) владевший островами Тира и Наксос. Претендовал на происхождение от дожа Галлы (VIII век). Из критской его ветви происходил знаменитый гуманист Франческо Бароцци (1537—1604). Анжело Бароцци в 1211 г. занимал патриаршую кафедру в Градо, а Джованни Бароцци в 1465 г. был рукоположен в патриархи Венеции.
Из греков с Наксоса происходил Джованни Бароцци (1760—1822), поступивший в 1789 г. на службу к Потёмкину под именем Ивана Степановича. По прошению от 08.03.1792 полковник коллегии иностранных дел Иван Францевич Бароций за содействие успеху «мирной негоциации с Оттоманскою Портою» был пожалован Екатериной II дипломом на потомственное дворянское достоинство. На исходе жизни д.с.с. Бароцци жил в Аккермане (где руководил карантинной заставой). Был женат на Евдокии Ивановне (1806—1860, «втрое моложе мужа»), сестре И. И. Пущина.
Дочь его Анна была женой дипломата-серба Фёдора Недоба, а сыновья Яков (полковник) и Антон (майор, бендерский полицеймейстер) участвовали в Отечественной войне 1812 года. Первый из них был награждён золотой шпагой с надписью «За храбрость». Все трое Бароцци встречались с А. С. Пушкиным, в том числе по делам масонской ложи «Овидий», мастером которой был Яков Бароцци.